# Итагуару
Итагуару (порт. Itaguaru)  —  муниципалитет в Бразилии, входит в штат Гояс. Составная часть мезорегиона Центр штата Гойас. Входит в экономико-статистический  микрорегион Анаполис. Население составляет 5139 человек на 2006 год. Занимает площадь 239,936 км². Плотность населения — 21,4 чел./км².
Праздник города —  14 ноября.

## История
Город основан 14 ноября 1958 года.

## Статистика
- Валовой внутренний продукт на 2003 год составляет 30 528 684,00 реалов (данные: Бразильский институт географии и статистики).
- Валовой внутренний продукт на душу населения на 2003 год составляет 5659,75 реалов (данные: Бразильский институт географии и статистики).
- Индекс развития человеческого потенциала на 2000 год составляет 0,746 (данные: Программа развития ООН).